# سمكة قصيرة ذهبية الكرش
سمكة قصيرة ذهبية الكرش (الاسم العلمي Karalla daura)، سمكة بحرية من الفرخيات وفصيلة أسماك ناعمة الفكوك. أعطانها الأصيلة المحيط الهندي.